# Federal Corporation
Federal Corporation (泰豐輪胎T, Tàifēng LúntāiP) è una azienda multinazionale di pneumatici con sede a Taiwan, nella città di Taoyuan. 
Il gruppo comprende comprende le divisioni marketing (Federex Marketing Corporation), immobiliare e due stabilimenti di produzione di pneumatici: lo stabilimento originale a Zhongli e uno in Cina a Nanchang (acquisito nel 1997).
L'azienda ha due marchi principali, Federal Tires e Hero Tires: il marchio Federal punta al mercato globale, mentre Hero (introdotto nel 2007) è rivolto principalmente al mercato interno della Cina continentale.

Nel 2013 il marchio è diventato partner del Manchester United FC e fornitore in Russia e Taiwan di pneumatici per mezzi della Premier League.

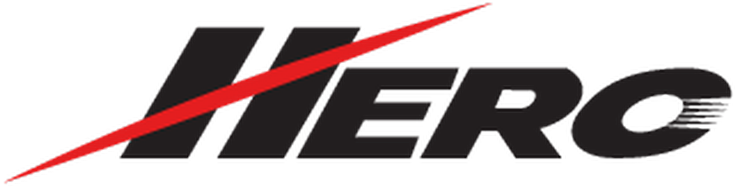